# Doyen
Doyen (franska: [doajäŋ´]) är en hederstitel som tillkommer den som varit äldst i samma tjänst eller rang, i synnerhet inom den diplomatiska kåren, och räknas därmed i vissa sammanhang som den främste bland jämlikar. En doyen, eller doyenne om det är en kvinna, kan också kallas ålderspresident.
Titeln är etymologiskt sett det franska ordet för dekan inom den kristna kyrkan eller för dekan som är högsta administrativa chef för en universitetsfakultet. Doyen du sacré collège är den främste i kardinalskollegiet.